# FSO Ogar
FSO Ogar LS – prototyp polskiego samochodu osobowego, opracowany w 1977 roku przez FSO z wykorzystaniem podzespołów Polskiego Fiata 125p.

## Opis modelu

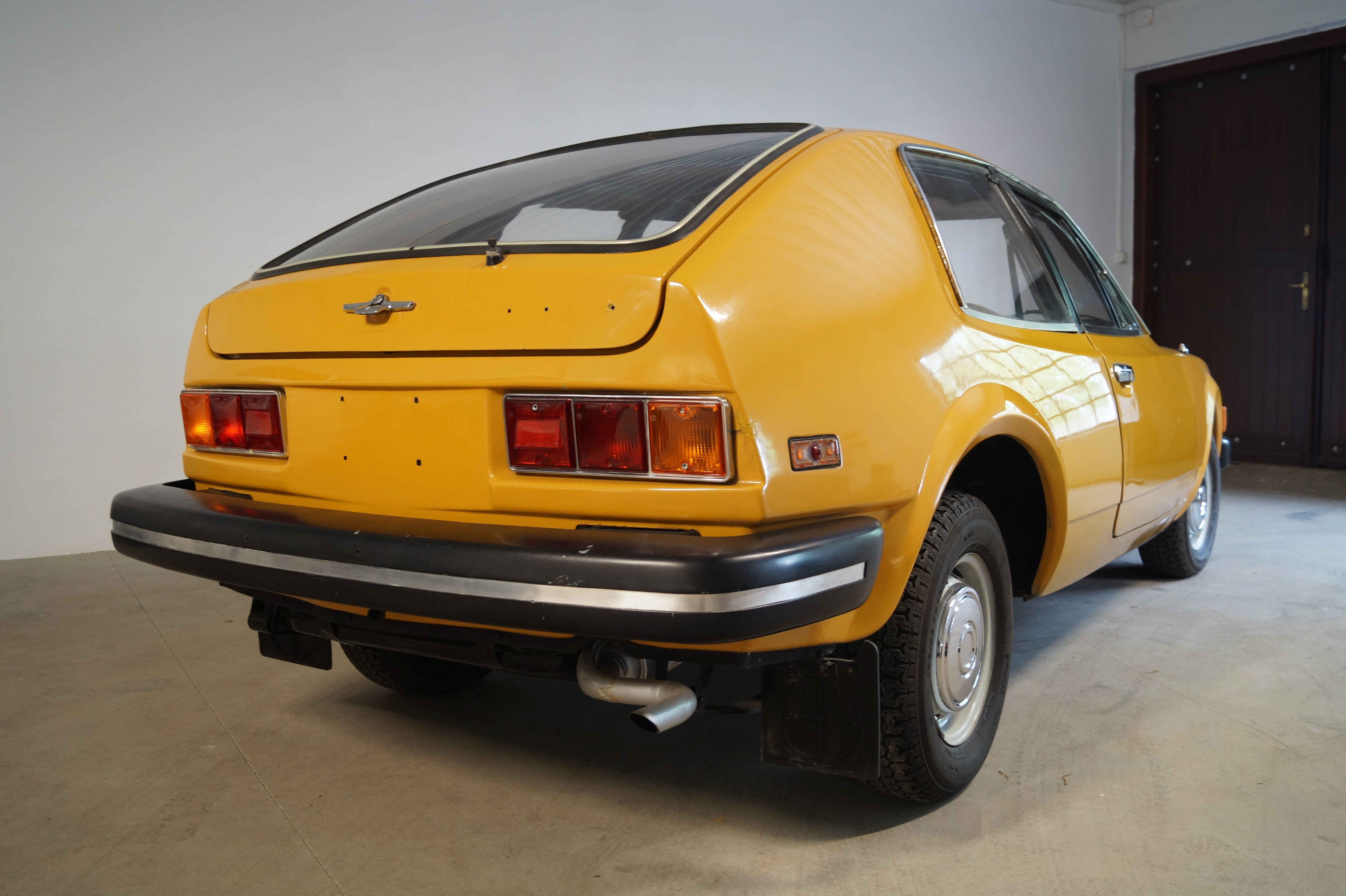
Tył pojazdu

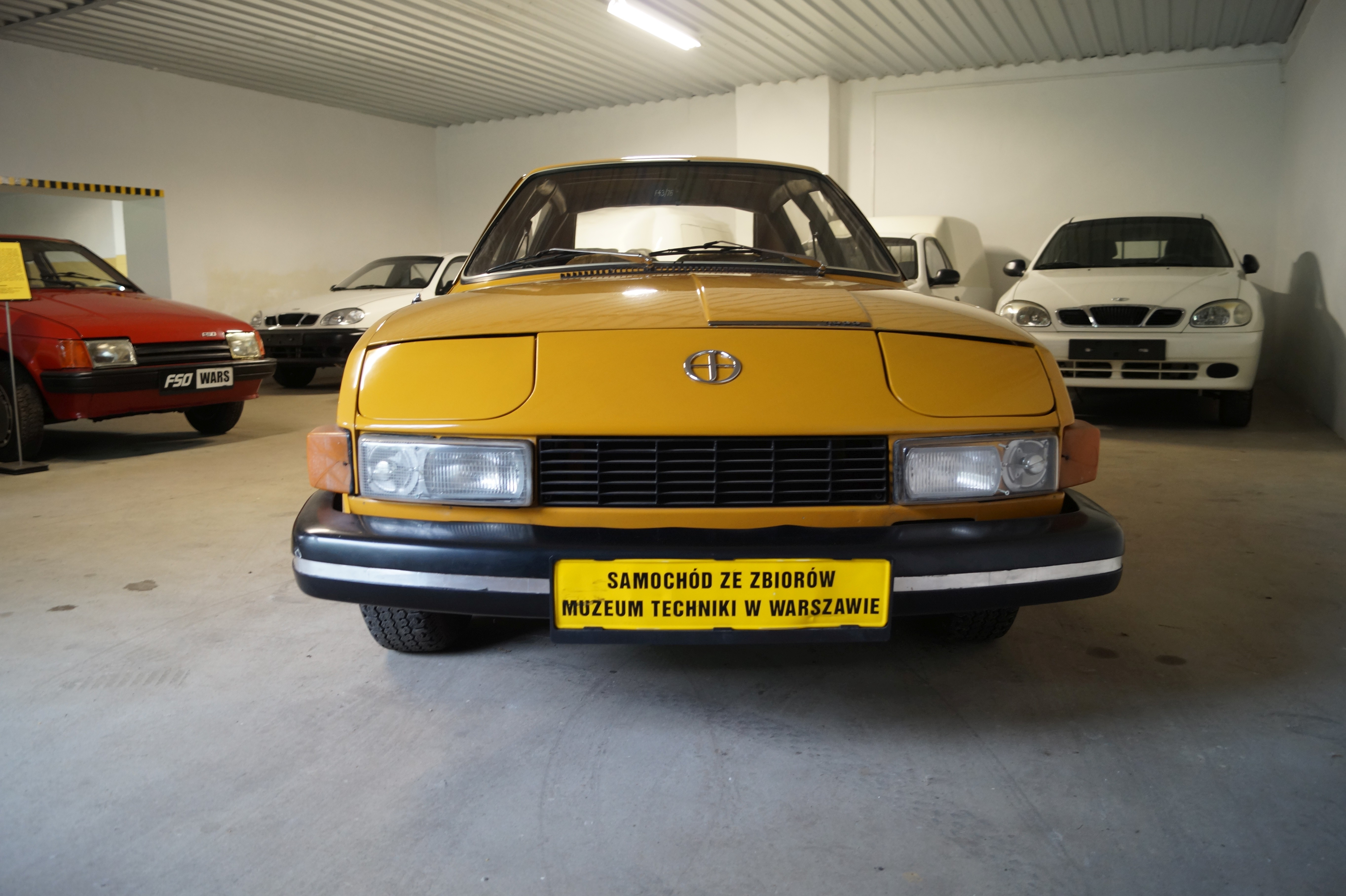
Przód pojazdu

Jedyny prototypowy egzemplarz Ogara zbudowany został w 1977 roku. Konstrukcja pojazdu oparta została na płycie podłogowej samochodu Polski Fiat 125p, z którego przejęto również elementy układu napędowego, jezdnego oraz hamulcowego. Charakterystyczną cechą tego pojazdu była nowoczesna i dynamiczna stylizacja nadwozia zaprojektowana przez Cezarego Nawrota oraz zastosowane na wzór samochodów sportowych – chowane elektrycznie reflektory. Nadwozie wykonane było z laminatu, stworzonego z połączenia żywicy epoksydowej z włóknem szklanym. Dodatkowym sportowym akcentem były obręcze kół wykonane ze stopów metali lekkich. Nadwozie Ogara projektowane było z uwzględnieniem przepisów Ministerstwa Transportu Stanów Zjednoczonych w związku z czym model ten wyposażony był w duże, wystające zderzaki oraz lampy obrysowe na przednich i tylnych błotnikach. Do wnętrza nowoczesnego auta można było się dostać poprzez troje drzwi. W samochodzie przewidziano 4 miejsca na miękkich i komfortowych, przez co mało sportowych fotelach. Prototyp przejechał ponad 70 tys. km i mimo pozytywnych o nim opinii nie został wdrożony do produkcji. Powodem był duży stopień zaawansowania prac nad funkcjonalniejszym Polonezem. Poza tym brakowało uzasadnienia do rozpoczęcia w Polsce produkcji samochodu sportowego
.
Jedyny egzemplarz Ogara znajduje się w Muzeum Motoryzacji w Warszawie, a odlew nadwozia obejrzeć można na Wydziale Mechanicznym Wojskowej Akademii Technicznej.

## Dane techniczne

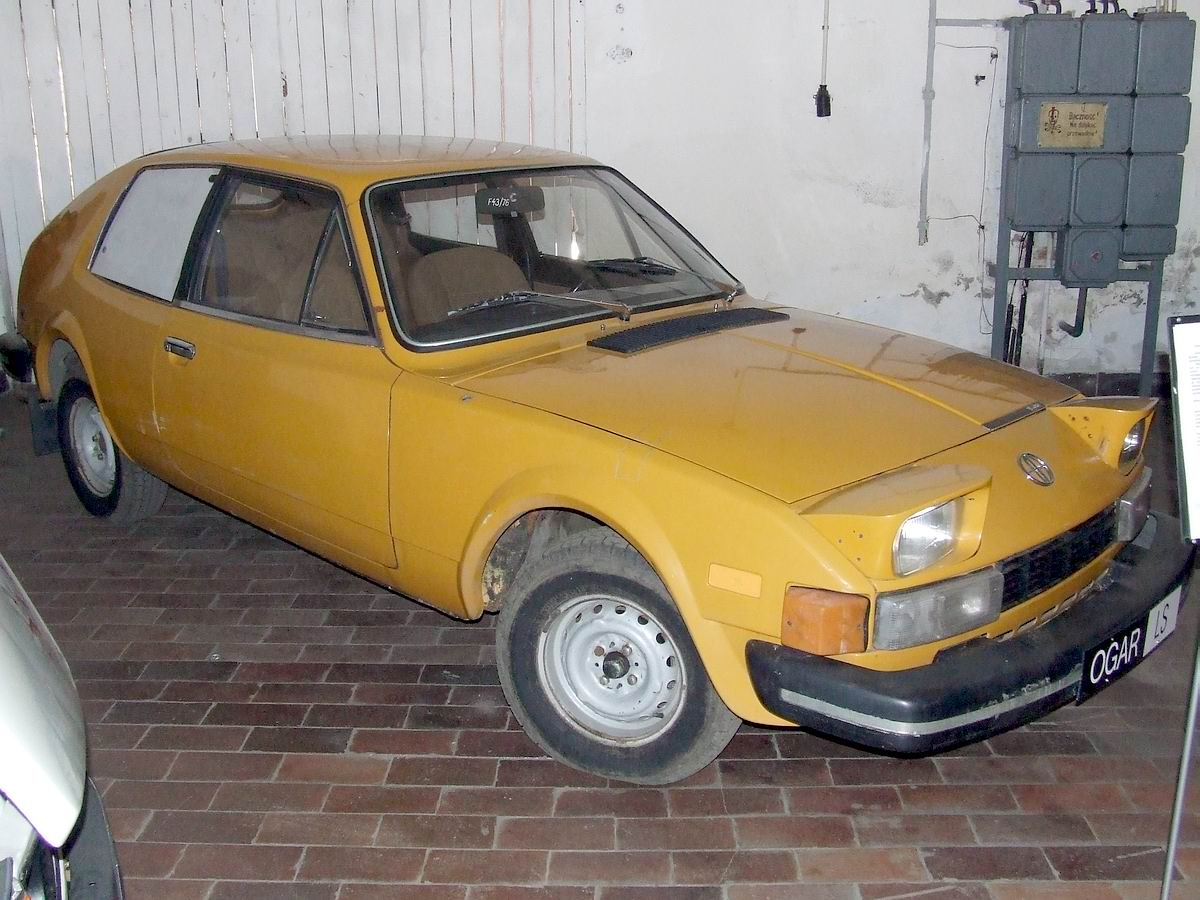
FSO Ogar przed odnowieniem

### Nadwozie
- liczba drzwi: 3, zawieszone na przednich słupkach i tylnej krawędzi dachu
- rozstaw kół przednich: 1298 mm
- rozstaw kół tylnych: 1275 mm[3]

### Silnik
- typ: 115C.076/56
- czterosuwowy, gaźnikowy
- liczba i układ cylindrów: 4, układ rzędowy
- pojemność skokowa: 1481 cm3
- moc maksymalna: 82 KM (60 kW) przy 5400 obr./min[3]

### Przeniesienie napędu
- napędzana oś: tylna
- sprzęgło: suche, jednotarczowe
- skrzynia biegów: manualna, czterobiegowa plus bieg wsteczny
- zmiana biegów: dźwignią w podłodze między fotelami[3]

### Zawieszenie
- przednia oś: niezależne, górne i dolne trójkątne wahacze poprzeczne, sprężyny śrubowe, amortyzatory teleskopowe, stabilizator, drążki reakcyjne
- zawieszenie tylne: sztywna oś, dwa wzdłużne resory dwupiórowe, amortyzatory teleskopowe, drążki reakcyjne[3]

### Instalacja elektryczna
- akumulator: 12V, 48Ah[3]

### Koła i ogumienie
- koła: 41/2Jx13"
- opony: 5.60 SR-13"[3]

### Dane eksploatacyjne
- prędkość maksymalna: ok. 155 km/godz.
- zużycie paliwa: ok. 7-10 l/100 km[3]